# 奥美电子
奥美电子，全名为奥美电子有限公司，是中国大陆一家游戏公司，成立于1996年，2005年把单机游戏业务转让给神州奥美后关闭。

## 历史
1994年4月，奥美电子香港公司成立。1996年10月，奥美电子武汉公司成立。1997年8月，奥美电子北京公司成立。2000年11月，奥美电子上海公司成立。
2002年，奥美电子将CD-KEY重复使用，致使正版玩家无法获得唯一CD-KEY从而不能正常在战网上进行对战。
2002年8月，奥美电子以70万美金的签约金和“七三分成”的方式与韩国游戏开发商URITEC签订《孔雀王》的合作协议。2003年5月25日，游戏在技术上的BUG和韩方的问题不断出现，奥美电子宣布《孔雀王》中止服务。
2004年4月，奥美电子正式宣告运营韩国Vansoft开发的网络游戏《开天》，但对技术的掌控力度不足和韩方的问题，最终《开天》中止服务。
2005年4月，奥美电子被神州公司收购51％股权。投资人迫使奥美电子把单机部分出让给神州奥美。奥美电子在上海成立了一家名叫易势力的公司运营《刀Online》。
2005年10月，奥美电子上海分部、北京分部、武汉总部相继关闭。
2008年，武汉市工商行政管理局吊销奥美电子（武汉）的营业执照。

## 旗下游戏

### 单机游戏
奥美电子曾代理LEGO、GTI、Microids、Paradox、Fishtank、维旺迪集团和Valve旗下的单机游戏。
- 《半条命2》
- 《神界：超越无限》
- 《狮心王》
- 《地面控制2》
- 《无人永生2：杀手杰克》
- 《特警判官》
- 《绿巨人》
- 《魔戒前传》
- 《魔戒之战》
- 《反恐精英：零点行动》
- 《辛普森：横冲直撞》
- 《地球时代：征服的艺术》
- 《侏罗纪公园》
- 《龙之崛起》
- 《家园2》
- 《魔兽争霸3：冰封王座》
- 《指环王》
- 《侠盗罗宾汉》
- 《虎胆龙威》
- 《战争指挥官》
- 《异形2》
- 《神界》
- 《魔兽争霸3》
- 《汽车大亨》
- 《云斯顿赛车2002》
- 《网球精英》
- 《勇士之王》
- 《地球时代》
- 《地面控制：黑暗阴谋》
- 《半条命：蓝色行动》
- 《云斯顿赛车4》
- 《埃及艳后》
- 《战栗枪手》
- 《毁灭之王》
- 《霹雳小组3-年度版》
- 《霹雳小组3-飞虎队》
- 《地面控制》
- 《部落2》
- 《半条命：反恐精英》
- 《深海争霸》
- 《神偷2》
- 《暗黑破坏神2》
- 《KA-52直升机》
- 《半条命：针锋相对》
- 《法老王（英语：Pharaoh (video game)）》
- 《云斯顿赛车1999》
- 《星际围攻》
- 《半条命：智斗怪兽》（即半条命初代）
- 《霹雳小组2》
- 《暗黑破坏神：地狱之火》
- 《星际争霸：母巢之战》
- 《星际争霸》
- 《暗黑破坏神》
- 《魔兽争霸II：黑暗之门》
- 《魔兽争霸2》

### 网络游戏
- 《孔雀王》
- 《开天》
- 《刀Online》